# Intermarché
Intermarché è una società francese operante nella grande distribuzione organizzata con supermercati e superstore. 

## Storia

### Origini
L'origine di Intermarché è legata alla collaborazione tra il suo fondatore, Jean-Pierre Le Roch, e la cooperativa di vendita al dettaglio E.Leclerc, di cui è stato membro fino a diventare il braccio destro di Édouard Leclerc. Sebbene fruttuoso, il rapporto tra Édouard Leclerc e Jean-Pierre Le Roch si stava deteriorando a causa delle crescenti divergenze di opinione, Leclerc si muoveva verso una densificazione dei supermercati in ipermercati mentre Le Roch voleva aprire più supermercati. La loro collaborazione si interrompe il 15 settembre 1969, quando Jean-Pierre Le Roch si dimette dalla cooperativa, a seguito di un ennesimo disaccordo, e forma una nuova cooperativa denominata EX - Office de Distribution (EX sta per l'Ex-Leclerc) di cui Le Roch viene nominato presidente.

### Nuova denominazione e sviluppo
Nel 1973 la società petrolifera Exxon si è affermata in Francia attraverso le stazioni di servizio Esso, ha registrato il marchio "Ex" per evitare qualsiasi confusione e ha chiesto alle aziende che riportavano il suffisso "ex-" di cambiarlo. La necessità di cambiare nome porta alla creazione di Intermarché. 
Il 9 giugno 2009, il gruppo Les Mousquetaires ha annunciato l'estensione del nome Intermarché a tutte le sue filiali alimentari, ad eccezione di Netto. D'ora in poi l'insegna è suddivisa in base all'area di vendita, oltre che alla sua ubicazione:
- Intermarché Hyper per i più grandi negozi da oltre 3.200 mq a 6.700 mq;

- Intermarché Super per la maggior parte dei negozi, circa 2.000 mq;

- Intermarché Contact sostituisce i vecchi Écomarché e le rivendite Mousquetaires nelle campagne e nelle località turistiche stagionali. Coprendo una superficie di circa 1000 mq;

- Intermarché Express per i punti vendita ubicati nei centri storici, in sostituzione di alcuni Écomarché ; superficie di 700 mq.

L'8 ottobre 2014 Intermarché e Groupe Casino hanno annunciato un accordo per riunire i loro acquisti verso fornitori in Francia. Questa alleanza rende questi due gruppi il primo acquirente al dettaglio del paese con una quota di mercato del 25,8%.

## Écomarché
La catena di supermercati Écomarché è stata creata nel 1969 e sviluppata nel 1986. L'obiettivo della catena era quello di sopperire alla mancanza di negozi locali e puntare sulla cura del cliente, attenzione al prodotto, qualità, scelta e ambiente.
Dal 2009, la catena Écomarché è diventata Intermarché Contact se inferiore a 1.500 metri quadrati o Intermarché Super se più grande. Gli altri negozi Écomarché nelle aree urbane sono diventati Intermarché Express o Intermarché Super (se di dimensioni superiori a 1.500 mq).

## Identità aziendale

### Marchi
- Francia: Intermarché Hyper, Intermarché Super, Intermarché Contact, Intermarché Express
- Belgio: Intermarché Super, Intermarché Contact
- Polonia:  Intermarché Super, Intermarché Contact
- Portogallo: Intermarché Super, Intermarché Contact